# 페데리코 펠리니 국제공항

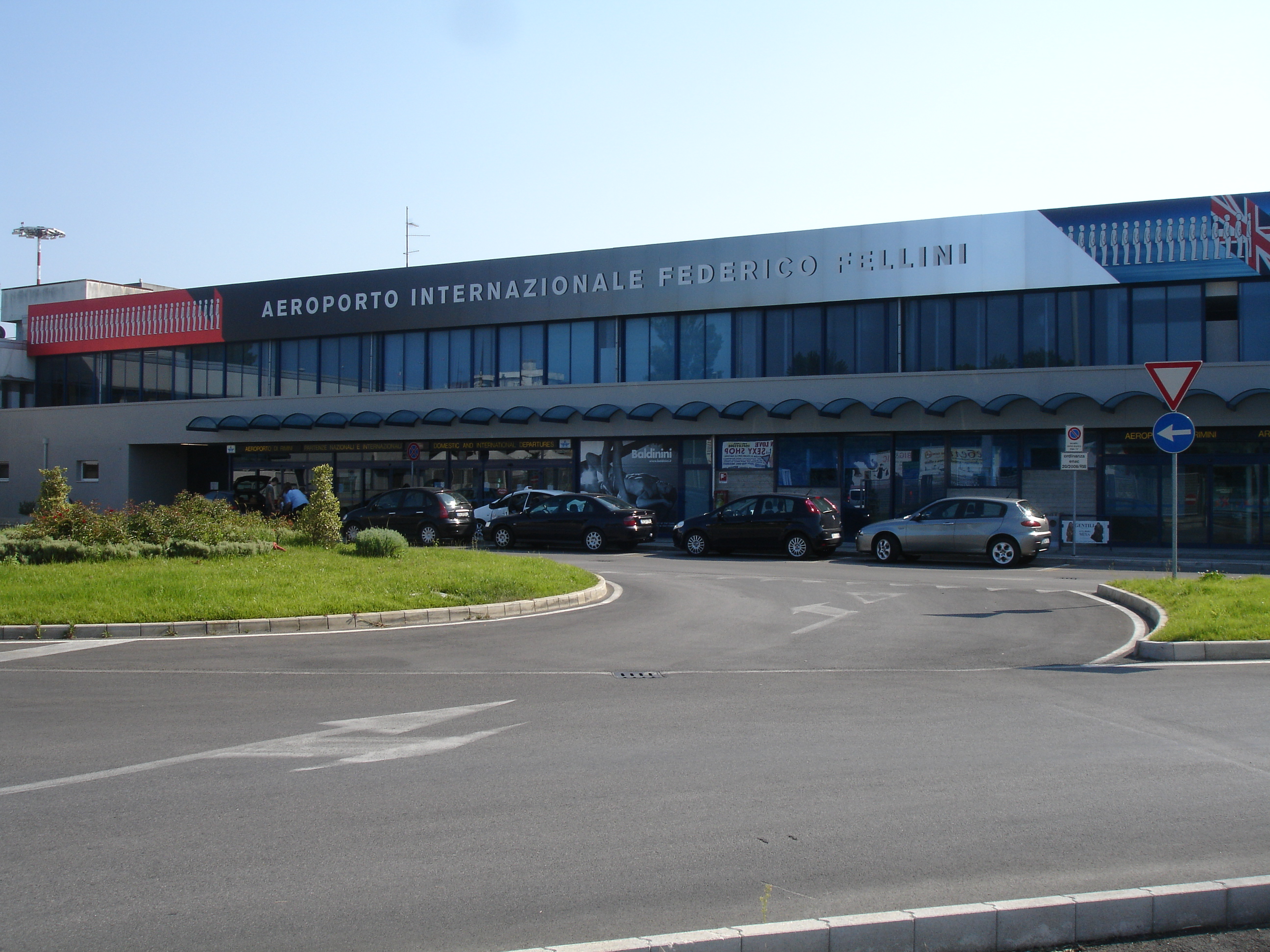

페데리코 펠리니 국제공항(Federico Fellini International Airport, IATA: RMI, ICAO: LIPR)은 이탈리아 리미니에서 남동쪽으로 5.2킬로미터 지점인 미라마레에 위치한 국제공항이다. 산마리노로 향하는 주요 관문이기도 하다. 이탈리아의 영화 제작자 페데리코 펠리니의 이름을 따서 명명되었다.

## 시설
해발 12미터 고도에 위치한다. 1개의 활주로가 배치되어 있다.